# Alesätno
Alesätno, nordsamiska Aliseatnu, är en älv i Kiruna kommun i norra Lappland.
Alesätno är det viktigaste källflödet till Rautasälven och är cirka 50 km lång. Alesätno rinner upp i Alesvagge cirka 5 mil sydväst om Abisko, strax norr om fjället Gärgåive (1 342 meter över havet). Först strömmar Alesätno åt nordost genom och sedan ut i sjön Alesjaure (efter att ha runnit ca en mil parallellt med Kungsleden). Vid inloppet till sjön ligger STF-stugor för fjällvandrare. 
Efter ytterligare två sjöar, Miesakjaure och Apparjaure, strömmar Alesätno österut mot Rautasjaure, där den mynnar strax efter att det största biflödet, Vierrojåkka, anslutit sig från höger.